# Liste de start-up licornes
La liste ci-dessous répertorie les start-up qualifiées de licornes (start-up avec une valorisation d'1 milliard de dollars ou plus).
Des listes de start-up licornes sont publiées par The Wall Street Journal, Fortune, CNNMoney/CB Insights,, et TechCrunch.

## Histoire
| # Licornes | Valeur totale en milliards de dollars américains | Date de valorisation | Rapporté par        |
| ---------- | ------------------------------------------------ | -------------------- | ------------------- |
| 82         |                                                  | janvier 2015         | Forbes, CB Insights |
| 229        | 1300                                             | janvier 2016         | VentureBeat         |
| 208        | 761                                              | décembre 2016        | TechCrunch          |
| 224        | 771.9                                            | avril 2017           | TechCrunch          |
| 193        | 665                                              | avril 2017           | Inc. magazine       |
| 239        | 809                                              | mai 2018             | CB Insights         |

En 2022 dans le monde, 261 startups sont devenues des licornes. En 2021, le nombre de nouvelles licornes à l'échelle mondiale était de 515.

## Liste de licornes
| Entreprise                         | Valorisation | Date                       | Pays                |
| ---------------------------------- | ------------ | -------------------------- | ------------------- |
| Ant Financial                      | 150.0        | avril 2018                 | Chine               |
| Didi Chuxing                       | 56           | avril 2017                 | Chine               |
| Xiaomi                             | 45.0         | avril 2015                 | Chine               |
| Meituan-Dianping                   | 30.0         | octobre 2017               | Chine               |
| Airbnb                             | 31           | mars 2017                  | Etats-Unis          |
| SpaceX                             | 24.0         | avril 2018                 | Etats-Unis          |
| Flipkart                           | 20.8         | mai 2018                   | Inde                |
| Palantir Technologies              | 20.1         | novembre 2016              | Etats-Unis          |
| CATL                               | 20.0         | mars 2018                  | Chine               |
| Toutiao                            | 20.0         | août 2017                  | Chine               |
| Cainiao Logistics                  | 20.0         | mars 2018                  | Chine               |
| Lufax                              | 18.5         | janvier 2016               | Chine               |
| WeWork                             | 16.9         | octobre 2016               | Etats-Unis          |
| Pinterest                          | 11.0         | mai 2015                   | Etats-Unis          |
| Jiedaibao                          | 10.77        | mars 2018                  | Chine               |
| eToro                              | 10.4         | mars 2021                  | Israel              |
| Tencent Music                      | 10.0         | septembre 2017             | Chine               |
| DJI                                | 10.0         | septembre 2016             | Chine               |
| Paytm                              | 10.0         | janvier 2018               | Inde                |
| WeBank                             | 9.23         | mars 2018                  | Chine               |
| Stripe                             | 9.2          | novembre 2016              | Etats-Unis          |
| PingAn Health Insurance Tech       | 8.8          | mars 2018                  | Chine               |
| Koubei                             | 8.0          | janvier 2017               | Chine               |
| Moderna Therapeutics               | 7.5          | février 2018               | Etats-Unis          |
| JD Finance                         | 7.3          | janvier 2016               | Chine               |
| Doctolib                           | 6.2          | aout 2022[réf. nécessaire] | France              |
| Back Market                        | 5.8          | aout 2022[réf. nécessaire] | France              |
| Hulu                               | 5.8          | août 2016                  | Etats-Unis          |
| Homelink                           | 5.7          | avril 2016                 | Chine               |
| ContentSquare                      | 5.6          | aout 2022                  | France              |
| Robinhood                          | 5.6          | mars 2018                  | Etats-Unis          |
| Lyft                               | 5.5          | janvier 2016               | Etats-Unis          |
| Coupang                            | 5.0          | juin 2015                  | Corée du Sud        |
| NIO                                | 5.0          | novembre 2017              | Chine               |
| Qonto                              | 5.0          | aout 2022                  | France              |
| United Imaging Healthcare          | 5.0          | septembre 2017             | Chine               |
| Sorare                             | 4.6          | aout 2022                  | France              |
| Magic Leap                         | 4.5          | février 2016               | Etats-Unis          |
| Zenefits                           | 4.5          | mai 2015                   | Etats-Unis          |
| Meizu                              | 4.4          | octobre 2016               | Chine               |
| BAIC BJEV                          | 4.2          | août 2017                  | Chine               |
| Yello Mobile                       | 4.05         | novembre 2016              | Inde                |
| Gojek                              | 4.0          | février 2018               | Indonésie           |
| UBtech Robotics                    | 4.0          | novembre 2017              | Chine               |
| Slack Technologies                 | 5.1          | avril 2016                 | Canada              |
| Garena                             | 3.7          | septembre 2016             | Malaisie            |
| Shouqi Car Rental                  | 3.55         | décembre 2016              | Chine               |
| Credit Karma                       | 3.5          | juin 2015                  | Etats-Unis          |
| Mirakl                             | 3.5          | aout 2022                  | France              |
| Meizu                              | 3.3          | février 2015               | Chine               |
| e-Shang Redwood                    | 3.25         | juillet 2017               | Chine               |
| Oscar Health                       | 3.2          | mars 2018                  | Etats-Unis          |
| Fanatics                           | 3.17         | août 2015                  | Etats-Unis          |
| Ali Music                          | 3.0          | septembre 2016             | Chine               |
| Jia.com                            | 3.0          | février 2015               | Chine               |
| Kuaishou                           | 3.0          | mars 2017                  | Chine               |
| Meili United Group                 | 3.0          | novembre 2015              | Chine               |
| Veepee                             | 3.0          | aout 2022                  | France              |
| Wanda E-commerce                   | 3.0          | janvier 2015               | Chine               |
| Ping An Good Doctor                | 3.0          | mai 2016                   | Chine               |
| ContextLogic (Wish)                | 3.0          | novembre 2016              | Etats-Unis          |
| Grab                               | 3.0          | décembre 2016              | Singapour           |
| SoFi                               | 3.0          | septembre 2015             | Etats-Unis          |
| Royole Corporation                 | 3.0          | novembre 2016              | Chine               |
| VANCL                              | 3.0          | février 2014               | Chine               |
| LY.com                             | 3.0          | août 2016                  | Chine               |
| Yixia Technology                   | 3.0          | novembre 2016              | Chine               |
| Ola Cabs                           | 3.0          | avril 2017                 | Inde                |
| Bloom Energy                       | 2.83         | janvier 2015               | Etats-Unis          |
| Pivotal                            | 2.8          | mai 2016                   | Etats-Unis          |
| UnionPay Merchant Services         | 2.8          | octobre 2016               | Chine               |
| AmWINS Group                       | 2.6          | octobre 2016               | Etats-Unis          |
| ManoMano                           | 2.6          | aout 2022                  | France              |
| Vice Media                         | 2.55         | décembre 2015              | Canada              |
| Lazada Group                       | 2.5          | avril 2016                 | Malaisie            |
| Qualtrics                          | 2.5          | avril 2017                 | Etats-Unis          |
| Mozido                             | 2.39         | octobre 2014               | Etats-Unis          |
| Houzz                              | 2.32         | octobre 2014               | Etats-Unis          |
| Adyen                              | 2.3          | septembre 2015             | Pays-Bas            |
| Klarna                             | 2.25         | août 2015                  | Suède               |
| Compass                            | 2.2          | décembre 2017              | Etats-Unis          |
| KingSoft Cloud                     | 2.12         | janvier 2018               | Chine               |
| OpenDoor                           | 2.1          | décembre 2016              | Etats-Unis          |
| Taobao Movie                       | 2.1          | mai 2016                   | Chine               |
| Three Squirrels                    | 2.09         | septembre 2015             | Chine               |
| Payfit                             | 2.0          | aout 2022                  | France              |
| Traveloka                          | 2.0          | février 2018               | Indonésie           |
| Taopiaopiao                        | 2.0          | juillet 2017               | Chine               |
| Face++                             | 2.0          | novembre 2017              | Chine               |
| Deliveroo                          | 2.0          | septembre 2017             | Royaume-Uni         |
| Domo                               | 2.0          | mars 2016                  | Etats-Unis          |
| Huimin.cn                          | 2.0          | septembre 2016             | Chine               |
| Meicai.cn                          | 2.0          | Juin 2016                  | Chine               |
| Ofo                                | 2.0          | juillet 2017               | Chine               |
| Sensetime                          | 2.0          | décembre 2017              | Chine               |
| Tubatu.com                         | 2.0          | mars 2015                  | Chine               |
| Maoyan-Weiying                     | 2.0          | novembre 2017              | Chine               |
| Youxinpai                          | 2.0          | janvier 2017               | Chine               |
| HelloFresh                         | 2.0          | novembre 2017              | Allemagne           |
| SurveyMonkey                       | 2.0          | décembre 2014              | Etats-Unis          |
| Instacart                          | 2.0          | mars 2016                  | Etats-Unis          |
| Beijing Weiying Technology         | 2.0          | avril 2016                 | Chine               |
| BlaBlaCar                          | 2.0          | aout 2022                  | France              |
| Exotec                             | 2.0          | aout 2022                  | France              |
| Firstp2p                           | 2.0          | septembre 2016             | Chine               |
| ReNew Power                        | 2.0          | février 2017               | Inde                |
| Trendy International Group         | 2.0          | février 2012               | Chine               |
| Oxford Nanopore Technologies       | 2            | novembre 2012              | Royaume-Uni         |
| Ankorstore                         | 1.98         | aout 2022                  | France              |
| Avant                              | 1.98         | septembre 2015             | Chine               |
| Intarcia Therapeutics              | 1.95         | septembre 2016             | Etats-Unis          |
| Prosper Marketplace                | 1.9          | août 2015                  | Etats-Unis          |
| BenevolentAI                       | 1.85         | août 2015                  | Royaume-Uni         |
| Avito.ru                           | 1.82         | février 2014               | Russie              |
| Crystal Lagoons                    | 1.8          | septembre 2009             | Chili               |
| NantOmics                          | 1.8          | juin 2015                  | Etats-Unis          |
| Reddit                             | 1.8          | juillet 2017               | Etats-Unis          |
| Quora                              | 1.8          | avril 2017                 | Etats-Unis          |
| Sprinklr                           | 1.8          | juillet 2016               | Etats-Unis          |
| Zocdoc                             | 1.8          | août 2015                  | Etats-Unis          |
| Tanium                             | 1.75         | septembre 2015             | Etats-Unis          |
| Revolut                            | 1.7          | avril 2018                 | Royaume-Uni         |
| Squarespace                        | 1.7          | décembre 2017              | Etats-Unis          |
| The Honest Company                 | 1.7          | août 2015                  | Etats-Unis          |
| Vestiaire Collective               | 1.7          | aout 2022                  | France              |
| Voodoo                             | 1.7          | aout 2022                  | France              |
| Alan                               | 1.68         | aout 2022                  | France              |
| Coinbase                           | 1.6          | août 2017                  | Etats-Unis          |
| Afiniti                            | 1.6          | mai 2017                   | Etats-Unis          |
| Ledger                             | 1.5+         | juin 2021                  | France              |
| Affirm                             | 1.5+         | décembre 2017              | Etats-Unis          |
| 5ire                               | 1.5+         | juillet 2022               | Inde                |
| Razer                              | 1.5          | octobre 2014               | Etats-Unis          |
| Tujia.com                          | 1.5          | octobre 2017,              | Chine               |
| Dataiku                            | 4.6          | décembre 2019              | France              |
| Snowflake Computing                | 1.5          | juin 2018                  | Etats-Unis          |
| C3 IoT                             | 1.4          | mars 2017                  | Etats-Unis          |
| DoorDash                           | 1.4          | mars 2018                  | Etats-Unis          |
| Hike                               | 1.4          | août 2016                  | Inde                |
| IAD                                | 1.3          | aout 2022                  | France              |
| Thumbtack                          | 1.3          | septembre 2017             | Etats-Unis          |
| Rubrik                             | 1.3          | avril 2017                 | Etats-Unis          |
| Darktrace                          | 1.25         | Mai 2018                   | Royaume-Uni         |
| Tokopedia                          | 1.2          | février 2018               | Indonésie           |
| Warby Parker                       | 1.2          | avril 2015                 | Etats-Unis          |
| Bukalapak                          | 1.2          | février 2018               | Indonésie           |
| DentalMonitoring                   | 1.2          | octobre 2021               | France              |
| Global Fashion Group               | 1.1          | juillet 2016               | Luxembourg          |
| ShopClues                          | 1.1          | janvier 2016               | Inde                |
| UiPath Inc.                        | 1.1          | mars 2018                  | Etats-Unis          |
| Lydia                              | 1+           | décembre 2021              | France              |
| Shift Technology                   | 1+           | mai 2021                   | France              |
| Aircall                            | 1+           | juin 2021                  | France              |
| Meero                              | 1+           | juin 2019                  | France              |
| Cloudflare                         | 1+           | septembre 2015             | Etats-Unis          |
| InMobi                             | 1+           | mai 2017                   | Inde                |
| Deezer                             | 1            | août 2018                  | France              |
| Gusto                              | 1            | décembre 2015              | Etats-Unis          |
| Snapdeal                           | 1            | mai 2017                   | Inde                |
| Quikr                              | 1            | avril 2015                 | Inde                |
| Careem                             | 1            | décembre 2016              | Émirats arabes unis |
| CrowdStrike                        | 1            | mai 2017                   | Etats-Unis          |
| Vox Media                          | 1            | août 2015                  | Etats-Unis          |
| Zomato                             | 1            | mai 2017                   | Inde                |
| Ecovadis                           | 1            | aout 2022                  | France              |
| Essential Products                 | 1            | août 2017                  | Etats-Unis          |
| MindMaze                           | 1            | février 2016               | Suisse              |
| GoGoVan                            | 1            | septembre 2017             | Hong Kong           |
| Rubicon Global                     | 1            | septembre 2017             | Etats-Unis          |
| Farfetch                           | 1            | mars 2015                  | Royaume-Uni         |
| InVision                           | 1            | novembre 2017              | Etats-Unis          |
| Ivalua                             | 1            | aout 2022                  | France              |
| Lookout Security                   | 1            | août 2014                  | Etats-Unis          |
| TransferWise                       | 1            | juin 2016                  | Royaume-Uni         |
| Kabam                              | 1            | juillet 2014               | Canada              |
| LeoVegas                           | 1            | décembre 2017              | Suède               |
| Udacity                            | 1            | novembre 2015              | Etats-Unis          |
| Canva                              | 1            | janvier 2018               | Australie           |
| LinkSure Network (WiFi Master Key) | 1            | janvier 2015               | Chine               |
| Spendesk                           | 1            | aout 2022                  | France              |
| MedMen                             | 1            | février 2018               | Etats-Unis          |
| OrCam                              | 1            | février 2018               | Israel              |
| Improbable                         | 1            | mai 2017                   | Royaume-Uni         |
| ThoughtSpot                        | 1            | mai 2018                   | Etats-Unis          |
| Swile                              | 1            | aout 2022                  | France              |
| Symphony                           | 1            | mai 2017                   | Etats-Unis          |
| Collibra                           | 1            | janvier 2019               | Belgique            |
| Appier                             | 1            | janvier 2020               | Taiwan              |
| Gogoro                             | 1            | janvier 2020               | Taiwan              |

## Anciennes licornes
Ces entreprises étaient autrefois des licornes, mais sont sorties de la liste en raison d'une introduction en bourse, d'une acquisition ou d'une cotation directe.
| Entreprise              | Raison de la sortie                | Date de sortie | Valeur de sortie en milliards de $ américains | Dernière valorisation en milliards de $ américains | Différence | Date de valorisation | Pays                |
| ----------------------- | ---------------------------------- | -------------- | --------------------------------------------- | -------------------------------------------------- | ---------- | -------------------- | ------------------- |
| Alibaba                 | Introduction en bourse             | septembre 2014 | 238                                           | 166                                                | 72         | août 2014,           | Chine               |
| Facebook                | Introduction en bourse             | mai 2012       | 104                                           | 50                                                 | 54         | janvier 2011         | Etats-Unis          |
| Uber                    | Introduction en bourse             | mai 2019       | 69                                            | 48                                                 | 21         | novembre 2017        | Etats-Unis          |
| Spotify                 | Cotation directe                   | avril 2018     | 30                                            | 8.53                                               | 21.47      | mars 2016            | Suède               |
| Twitter                 | Introduction en bourse             | novembre 2013  | 24.6                                          | 8                                                  | 16.6       | septembre 2011       | Etats-Unis          |
| Snap Inc.               | Introduction en bourse             | mars 2017,     | 24                                            | 19.3                                               | 4.7        | mai 2016             | Etats-Unis          |
| WhatsApp                | Acquisition par Facebook           | février 2014   | 19                                            | 1.5                                                | 17.5       | juillet 2013         | Etats-Unis          |
| Groupon                 | Introduction en bourse             | novembre 2011  | 13                                            | 4.75                                               | 8.25       | décembre 2010        | Etats-Unis          |
| Lending Club            | Introduction en bourse             | décembre 2014  | 8.5                                           | 3.8                                                | 4.7        | août 2014            | Etats-Unis          |
| Ele.me                  | Acquisition par Alibaba            | avril 2018     | 9.5                                           | 6.0                                                | 3.5        | juin 2017            | Chine               |
| Mobileye                | Introduction en bourse             | août 2014      | 7.6                                           | 1.9                                                | 5.7        | juillet 2013         | Israel              |
| Github                  | Acquisition par Microsoft          | juin 2018      | 7.5                                           | 2                                                  | 5.5        | juillet 2015         | Etats-Unis          |
| Atlassian               | Introduction en bourse             | décembre 2015  | 7.02                                          | 3.3                                                | 3.72       | avril 2014           | Australie           |
| Uber Chine              | Acquisition par Didi Chuxing       | août 2016      | 7                                             | 9                                                  | -2         | janvier 2016         | Chine               |
| Zynga                   | Introduction en bourse             | décembre 2011  | 7                                             | 9.1                                                | -2.1       | février 2011         | Etats-Unis          |
| Stemcentrx, Inc.        | Acquisition par AbbVie             | avril 2016     | 5.8                                           | 5                                                  | 0.8        | septembre 2015       | Etats-Unis          |
| Ucar                    | Introduction en bourse             | juillet 2016   | 5.5                                           | 4.4                                                | 1.1        | mars 2017            | Chine               |
| Zalando                 | Introduction en bourse             | octobre 2014,  | 6.7                                           | 4.03                                               | 2.67       | novembre 2013        | Allemagne           |
| Meitu                   | Introduction en bourse             | décembre 2016  | 4.6                                           | 2                                                  | 2.6        | décembre 2014        | Chine               |
| LinkedIn                | Introduction en bourse             | mai 2011       | 4.3                                           | 1.06                                               | 3.24       | février 2016         | Etats-Unis          |
| AppDynamics             | Acquisition                        | janvier 2017   | 3.7                                           | 2.05                                               | 1.65       | novembre 2015        | Etats-Unis          |
| HomeAway                | Acquisition                        | novembre 2016  | 3.9                                           | 1.4                                                | 2.5        | octobre 2010         | Etats-Unis          |
| OVHCloud                | Introduction en bourse             | octobre 2021   | 3.5                                           | 1.1                                                | 2.4        | mars 2015            | France              |
| Legendary Entertainment | Acquisition                        | janvier 2016   | 3.5                                           | 3                                                  | 0.5        | octobre 2014         | Etats-Unis          |
| Jet.com                 | Acquisition                        | août 2016      | 3.3                                           | 1.5                                                | 1.8        | novembre 2015        | Etats-Unis          |
| Pure Storage            | Introduction en bourse             | octobre 2015   | 3.1                                           | 3                                                  | 0.1        | août 2014            | Etats-Unis          |
| MuleSoft                | Introduction en bourse             | mars 2015      | 3.05                                          | 1.5                                                | 1.55       | mai 2015             | Etats-Unis          |
| GoPro                   | Introduction en bourse             | juin 2014      | 2.96                                          | 2.25                                               | 0.71       | décembre 2012        | Etats-Unis          |
| Square, Inc             | Introduction en bourse             | novembre 2015  | 2.9                                           | 6                                                  | -3.1       | octobre 2014         | Etats-Unis          |
| Mobike                  | Acquisition                        | avril 2018     | 2.7                                           | 3                                                  | -0.3       | juillet 2017         | Chine               |
| Vonage                  | Introduction en bourse             | mai 2006       | 2.65                                          | 1.11                                               | 1.54       | août 2014            | Etats-Unis          |
| Zulily                  | Acquisition                        | octobre 2015   | 2.4                                           | 1.09                                               | 1.31       | novembre 2012        | Etats-Unis          |
| Wayfair                 | Introduction en bourse             | octobre 2014   | 2.4                                           | 2                                                  | 0.4        | mars 2014            | Etats-Unis          |
| Nutanix                 | Introduction en bourse             | septembre 2016 | 2.21                                          | 2                                                  | 0.21       | septembre 2016       | Etats-Unis          |
| IZettle                 | Acquisition par Paypal             | mai 2018       | 2.2                                           | 0.950                                              | 1.25       | décembre 2018        | Suède               |
| Roku, Inc.              | Introduction en bourse             | septembre 2017 | 2.1                                           | 2.1                                                | 0          | septembre 2017       | Etats-Unis          |
| Blue Apron              | Introduction en bourse             | juin 2017      | 2                                             | 2                                                  | 0          | janvier 2015         | Etats-Unis          |
| Skyscanner              | Acquisition                        | novembre 2016  | 1.74                                          | 1.6                                                | 0.14       | février 2016         | Royaume-Uni         |
| NantHealth              | Introduction en bourse             | juin 2016      | 1.7                                           | 2                                                  | -0.3       | janvier 2016         | Etats-Unis          |
| Coupa                   | Introduction en bourse             | octobre 2016   | 1.68                                          | 1.08                                               | 0.6        | juin 2015            | Etats-Unis          |
| Box                     | Introduction en bourse             | janvier 2015   | 1.67                                          | 2.4                                                | -0.73      | juillet 2014         | Etats-Unis          |
| AirWatch                | Acquisition                        | janvier 2014   | 1.54                                          | 1                                                  | 0.54       | mai 2013             | Etats-Unis          |
| Stitch Fix              | Introduction en bourse             | novembre 2017, | 1.5                                           | ?                                                  | ?          | ?                    | Etats-Unis          |
| Lynda.com               | Acquisition par Linkedin           | avril 2015     | 1.5                                           | 1                                                  | 0.5        | janvier 2015         | Etats-Unis          |
| New Relic               | Introduction en bourse             | décembre 2014  | 1.42                                          | 1                                                  | 0.42       | avril 2014           | Etats-Unis          |
| Jasper                  | Acquisition par Cisco              | février 2016   | 1.4                                           | 1.35                                               | 0.05       | avril 2014           | Etats-Unis          |
| Sunrun                  | Introduction en bourse             | août 2015      | 1.4                                           | 1.3                                                | 0.1        | juillet 2016         | Etats-Unis          |
| Shopify                 | Introduction en bourse             | mai 2015       | 1.3                                           | 1                                                  | 0.3        | décembre 2013        | Canada              |
| Twilio                  | Introduction en bourse             | juin 2016      | 1.2                                           | 1.03                                               | 0.17       | juillet 2015         | Etats-Unis          |
| Quotient Technology     | Introduction en bourse             | mars 2014      | 1.17                                          | 1                                                  | 0.17       | avril 2016           | Etats-Unis          |
| Renaissance Learning    | Acquisition par Hellman & Friedman | mars 2014      | 1.11                                          | 1                                                  | 0.11       | février 2014         | Etats-Unis          |
| Ring                    | Acquisition par Amazon             | février 2018,  | 1                                             | 1                                                  | 0          | ?                    | Chine               |
| Dollar Shave Club       | Acquisition                        | juillet 2016   | 1                                             | 1                                                  | 0          | ?                    | Etats-Unis          |
| musical.ly              | Acquisition                        | novembre 2017  | 1                                             | 1                                                  | 0          | ?                    | Chine               |
| SimpliVity              | Acquisition                        | janvier 2017   | 0.650                                         | 1.03                                               | -0.38      | mars 2015            | Etats-Unis          |
| Souq.com                | Acquisition                        | mars 2017      | 0.650                                         | 1                                                  | -0.35      | février 2016         | Émirats arabes unis |
| Good Technology         | Acquisition                        | septembre 2015 | 0.425                                         | 1.2                                                | -0.775     | septembre 2014       | Etats-Unis          |
| Shazam                  | Acquisition                        | décembre 2017  | 0.400                                         | 1                                                  | -0.6       | janvier 2015         | Royaume-Uni         |
| Gilt Groupe             | Acquisition                        | janvier 2016   | 0.250                                         | 1.15                                               | -0.9       | février 2015         | Etats-Unis          |
| Fab                     | Acquisition                        | mars 2015      | 0.015                                         | 1.15                                               | -1.135     | août 2013            | Etats-Unis          |
| Better Place            | Acquisition                        | juillet 2013   | 0.012                                         | 1.6                                                | -1.588     | novembre 2012        | Etats-Unis          |
| LivingSocial            | Acquisition par Groupon            | octobre 2016   | ?                                             | ?                                                  | ?          | ?                    | Etats-Unis          |